# Wilkołaz Dolny
Wilkołaz Dolny – kolonia w Polsce położona w województwie lubelskim, w powiecie kraśnickim, w gminie Wilkołaz.
W latach 1975–1998 miejscowość należała administracyjnie do województwa lubelskiego.
Miejscowość stanowi sołectwo gminy Wilkołaz.
Wierni Kościoła rzymskokatolickiego należą do parafii św. Jana Chrzciciela w Wilkołazie.